# Woschod

Woschod (ros. Восход, wschód – zjawisko astronomiczne) – seria radzieckich załogowych statków kosmicznych, będących modyfikacją poprzedniej serii Wostok (ros. wschód – strona świata). Były pierwszymi pojazdami kosmicznymi zabierającymi na pokład więcej niż jednego kosmonautę.
Głównym celem programu było przeprowadzenie pierwszego spaceru kosmicznego. Dodatkowym celem propagandowym było opracowanie i wystrzelenie na orbitę pierwszego wieloosobowego statku kosmicznego. Po osiągnięciu obu celów program przerwano, aby skoncentrować siły i środki na realizacji bardziej ambitnego programu Sojuz.

## Historia
W 1963 roku ZSRR znacząco prowadził w wyścigu kosmicznym z Stanami Zjednoczonymi. W biurze konstrukcyjnym Siergieja Korolowa OKB-1 opracowywano projekt statku kosmicznego nazwanego 7K. W założeniach był to dwuosobowy statek z możliwościami połączenia się zarówno z innymi statkami jak i blokami napędu. Przewidywano zakończenie prac i pierwszy lot w roku 1966. Z powodu znaczenia prestiżu światowego nie można było pozwolić sobie na trzyletnią przerwę w lotach załogowych. Publiczne zapowiedzi NASA w sprawie statków Gemini, sugerowały, że pomimo ich małych rozmiarów miały one wykonywać wiele zadań. Ich głównym celem miało być opanowanie technologii, które amerykanie mogli wykorzystać do lotów księżycowych. W ZSRR w 1963 roku postanowiono wybudowanie czterech Wostoków bez przekazywania zapowiedzi o ewentualnych misjach. W zakładach projektowych stwierdzono, że dobrym pomysłem będzie przedłużenie działania systemów podtrzymywania życia. W ten sposób misja mogła by osiągnąć czas trwania powyżej dziesięciu dni w stosunku do dotychczasowych ośmiu.
Zamontowano dodatkowy silnik hamujący na paliwo stałe o masie 145 kg. Służył on do celów rezerwowych. Powodem jego montażu było konieczne podwyższenie wysokości orbity. Zrezygnowano z systemu katapultowania załogi statku przy powrotach na Ziemię i zastąpiono systemem spadochronowym, który wyhamowywał cały pojazd do prędkości 1,5 m/s. Według harmonogramu w pierwszym locie miały wysłane zostać zwierzęta na orbitę na okres około 10 dni aby trzy kolejne loty były misjami załogowymi. We wrześniu 1963 roku wybrani zostali kosmonauci, którzy mieli dokonać lotów. Byli to: Paweł Bielajew, Jewgienij Chrunow, Wiktor Gorbatko, Władimir Komarow, Aleksiej Leonow, Gieorgij Szonin, Borys Wołynow i Dmitrij Zaikin. Zmiana grafiku dokonana przez dowództwo Sił Powietrznych ZSRR zmieniła harmonogramie, że pierwszy lot ludzi miał być ośmiodniowy, a ostatnie dwa loty miały nastąpić grupowo i być o długości dziesięciu dni co ostatecznie dało by podwójny rekord długości czasu w komosie. W międzyczasie skład załóg opuścili: Gorbatko, Zaikin oraz Szonin. Dołączył w ich miejsce Gieorgij Bieregowoj.
Biuro OKB-1 wśród swoich prac miało poza 7K również programy księżycowe oraz badanie innych planet. Konsultacje wśród inżynierów podzielały niechęć do modyfikacji przestarzałego pojazdu, a propozycja przerobienia go na moduł trzyosobowy nie spotkała się z pozytywnym przyjęciem z powodu ilości pracy i braku perspektyw. Zapewnienie jednak tego dodatkowego miejsca dla każdego projektanta spowodowało podjęcie się próby przeróbek. W styczniu 1964 roku Nikita Chruszczow odebrał informację od Korolowa, o wyprzedzeniu amerykanów w budowie wieloosobowego statku kosmicznego. Zrezygnowano z skafandrów kosmicznych z powodu niewielkiej ilości miejsca na pokładzie oraz brak możliwości katapultowania się w ciągu pierwszych 27 sekund startu rakiety. 4 lutego 1964 roku Rada Ministrów ZSRR wydała dekret o zaniechaniu budowy Wostoków, a powstałe cztery przebudowano w Woschody. Od 13 marca rozpoczęto szkolenie załóg.
Pierwszy statek otrzymał indeks 3KW, opracowanie wersji statku z możliwością wyjścia na zewnątrz oznaczono 3KD. Pierwszy termin lotu wyznaczono na sierpień 1964 roku. W międzyczasie doszło do sporów odnośnie załóg, które miały zostać wysłane w kosmos. Korolow proponował wysłanie w kosmos cywilów podczas gdy Kamanin wolał pozostawić profesjonalnych pilotów do tego typu zadań. Kamienin szkolił dalej własnych pilotów, a jednocześnie trwał nabór kandydatów na lot. Zgłoszono 32 lekarzy, 18 ludzi z Akademii Nauk i 8 inżynierów. Komisje do spraw załóg wytypowały czterech lekarzy: Borisa Jegorowa, Wasilija Łazariewa, Borisa Polakowa i Aleksieja Sorokina oraz jednego uczonego, Gieorgija Katysa. Dołączył do nich Konstantin Fieoktistow. Rozpoczęto szkolenia w Gwiezdnym Miasteczku. Po pierwszych dniach odrzucono Diomina przez wzgląd na zbyt wysoki wzrost. Benderow odpadł na zajęciach z wirówki i pojawieniu się krwi w moczu. Polakow odpadł po badaniach w wirówce i termokamerze. 6 lipca 1964 roku ustalone zostały dwie załogi: Wołynow, Katys i Jegorow oraz Komarow, Fieoktistow i Sorokin. W rezerwie pozostawał Łazariew. Doszło.
12 sierpnia 1964 roku zgłoszono państwowym komisjom gotowość załóg do lotu, którego termin szacowano na 15-20 września. Próby w lotach parabolicznych pokazały problemy w Katysem i Jegorowem. Kamanin spróbował w tym momencie wywalczyć wycofanie cywilów z programu lotów u marszałka Siergieja Rudenki. Pomimo początkowej odmowy marszałka doszło do negocjacji. 14 września 1964 roku Kamanin zgodził się na lot Fieokistowa bez Jegorowa. 18 września próbował komisyjnie przegłosować wojskową załogę. Z powodu odmowy komisji do podjęcia decyzji sprawa została skierowana do naczelnego dowódcy sił powietrznych marszałka Konstatntina Wierszynina. W ciągu trzech dni wskazał ostateczne składy załóg w postaci podstawowej: Komarow, Fieokistow, Jegorow oraz zapasowej: Wołynow, Katys, Sorokin. W rezerwie pozostał Łazariew.
Nowe systemy podtrzymywania życia wymagały testów. Wykorzystano do tego loty z satelitami Zenit-4. 9 lipca 1964 roku doszło do częściowego sukcesu. Zrzuty z samolotów zakończone zostały sukcesem. Prędkość trzech z sześciu zrzutów została spowolniona do 1,5 m/s. Dodatkowe próby nie przyniosły jednak jednoznacznych danych. 29 sierpnia 1964 roku doszło do otwarcia pokrywy kontenera spadochronu, gdy trwał załadunek do samolotu. 7 września pokrywa nie otwarła się podczas opadania co doprowadziło do zniszczenia kabiny po upadku z dziesięciu kilometrów. Ostatnie dwa zrzuty zakończone zostały powodzeniem. We wrześniu 1964 roku rakieta 11A57 (Woschod) z satelitą Zenit nie wystartowała z powodu awarii silnika. Powtórzenie startu 13 września 1964 roku pozwoliło wynieść na orbitę Kosmos-45. Pierwsza sztuka Woschoda 3KW o nazwie Kosmos-47 wystrzelona została 6 października 1964 roku o 7:12 GMT. Po dwudziestu czterech godzinach i siedemnastu okrążeniach statek został wyhamowany i sprowadzony na Ziemię. Wylądował pomiędzy Kustanajem i Pietropawłoskiem. System powolnego lądowania zadziałał prawidłowo pomimo niekorzystnych warunków atmosferycznych w postaci silnego wiatru. Pomimo nie odpięcia się spadochronu i ciągnięcia kapsuły przez 160 metrów. Pozytywne testy przetarły szlak lotom załogowym.

### Zakończenie programu
Po udanych wynikach pierwszych lotów prymitywnych statków zaplanowano kolejnych pięć misji. Przy okazji założono ich dalsze modernizacje i rozbudowywanie programu. W założeniach miały to być:
- 15-30 dniowy lot psów (lipiec/sierpień 1965 r.)
- lot dwóch załogantów i próba wytworzenia sztucznej grawitacji poprzez rotację (wrzesień/październik 1965 r.)
- 15-18 dniowy lot dwóch załogantów w celu powtórzenia wytworzenia sztucznej grawitacji i prób na króliku (marzec/kwiecień 1966 r.)
- dwa 3-5 dniowe loty w celu wyjścia w przestrzeń kosmiczną na odległość 50–100 m od statku i powrót przy pomocy odrzutowego plecaka (1966 r.)

Sam program badawczy i lotów był ciągle aktualizowany i zmieniany. Wyznaczono grupę kosmonautów: Wołynow, Katys, Bieriegowoj, Diomin, Szatałow, Artjuchin. Skład załóg był zmieniany na podstawie celów lotów i nacisków politycznych. Problematyczny pozostawał system podtrzymywania życia. Czas jego funkcjonowania bez awarii nie przekraczał 16 dni. W tym samym czasie amerykańskie statki programu Gemini osiągnęły 14-dniowy czas lotu. Z racji malejącego zainteresowania postanowiono wysłać na 20 dniowy lot dwa psy: Wietieroka i Ugolioka z apogeum 904 km. Ostatecznie lot trwał 22 dni. Dalsze prace nad systemami podtrzymywania życia powodowały opóźnienia startów. 10 maja 1966 roku Komisja Wojskowo-Przemysłowa pod kierownictwem wicepremiera Smirnowa orzekła, że następne loty nie uzyskają żadnych nowych informacji. Amerykańskie statki wykonały już podobne próby, a statek jest przestarzały i marnuje zasoby i energię dla Sojuzów.

## Konstrukcja
Kapsuła stanowiła modyfikację kapsuły Wostok. Pojazd pozbawiono katapultowanego fotela, zamiast niego zainstalowano we wnętrzu, zależnie od wersji, dwa lub trzy fotele dla załogi. W stosunku do rozkładu miejsc w Wostoku, siedzenia załogi w Woschodzie obrócono o 90 stopni – nie przeniesiono jednak przyrządów pojazdu, skutkiem czego załoga musiała przekręcać głowy w bok, aby je zobaczyć. Woschod 2 był dodatkowo wyposażony w nadmuchiwaną zewnętrzną śluzę powietrzną, odrzucaną po wykorzystaniu. Jako jedyna radziecka kapsuła kosmiczna, Woschod nie posiadał żadnego systemu ewakuacji dla załogi.
Kapsułę zasilały akumulatory, pozwalające na maksymalną długość lotu w granicach 7–10 dób. Załoga latała bez skafandrów, ze względu na niemożność zmieszczenia autonomicznych systemów podtrzymania życia w skafandrach. Lądowanie następowało w kabinie wyposażonej w dwa spadochrony i rakietowy system miękkiego lądowania. W przeciwieństwie do Wostoka, załoga Woschoda nie opuszczała pojazdu przed lądowaniem, lecz do końca pozostawała w kapsule.

## Rakieta nośna
Rakietę nośną stanowiła trzystopniowa rakieta Woschod 11A57, będąca pochodną rakiety R-7 i pierwotną wersją rakiety nośnej Sojuz.

## Loty
Przeprowadzono dwa załogowe i trzy bezzałogowe loty kapsuły Woschod. Kolejne cztery loty zostały odwołane po śmierci Korolowa na rzecz przyspieszenia prac nad programem Sojuz, także ze względu na fakt, że Amerykanie zrealizowali część podobnych zadań w programie Gemini, zniknął więc element prestiżowego „wyścigu”.

### Loty bezzałogowe
- Kosmos 47 – 7 października 1964 – pierwszy bezzałogowy test pojazdu, wystartował z dwoma manekinami
- Kosmos 57 – 22 lutego 1965 – drugi bezzałogowy test, nieudany w wyniku przedwczesnego powrotu do atmosfery
- Kosmos 110 – 22 lutego 1966 – trzeci próbny lot, wyniósł na orbitę dwa psy, pozostał na orbicie przez 22 dni. Mimo kiepskiej kondycji psy wróciły na Ziemię żywe.

### Loty załogowe
- Woschod 1 – 12 października 1964 – Start nastąpił o 07:30:01 z kosmodromu Bajkonur. Załogę stanowili wówczas Władimir Komarow, Konstantin Fieoktistow i Boris Jegorow. Lot zakończył się 13 października 1964 o 07:47:04. Był to pierwszy lot kosmiczny z załogą wieloosobową.
- Woschod 2 – 18 marca 1965 – Załoga: Paweł Bielajew i Aleksiej Leonow. Statek wyposażony był w rozwijaną śluzę powietrzną. Podczas lotu Leonow jako pierwszy człowiek wyszedł w otwartą przestrzeń kosmiczną. Leonow używał skafandra typu Bierkut i był połączony ze statkiem liną. Lądowanie 19 marca 1965 w trudno dostępnych rejonach Uralu.

### Loty odwołane
- Woschod 3 – 19-dniowa misja mająca testować wpływ długotrwałego przebywania w nieważkości na kosmonautów, planowana na czerwiec 1966. W locie mieli wziąć udział Gieorgij Szonin i Borys Wołynow[3].
- Woschod 4 – 20-dniowa misja o takim samym charakterze, planowana na jesień 1966 roku. Celem był m.in. eksperyment ze sztuczną grawitacją oparty na działaniu siły odśrodkowej. Załogę mieli stanowić Gieorgij Bieriegowoj i Gieorgij Katys[4].
- Woschod 5 – 10-dniowy lot załogi składającej się wyłącznie z kobiet planowana na koniec 1966 roku. W zadaniach lotu był pierwszy spacer kosmiczny kobiety, załogę miały stanowić Walentina Ponomariowa i Irina Sołowjowa[5].
- Woschod 6 – planowana na początek 1967 roku 6-dniowa misja, mająca przetestować działanie pasa odrzutowego podczas spaceru kosmicznego. Załogę mieli stanowić Jewgienij Chrunow i Anatolij Woronow[6].

## Dane techniczne
- masa: 5682 kg
- długość: 5,0 m
- średnica 2,43 m
- załoga: trzy osoby (Woschod 1) lub dwie (Woschod 2)